# Hondzocht
Hondzocht is een Belgisch gehucht gelegen op het grondgebied van de Vlaams-Brabantse stad Halle. Oorspronkelijk was het een gehucht van de vroegere gemeente Lembeek, maar door de fusie van Lembeek en Buizingen bij Halle in 1977 is het een gehucht van Halle geworden. 
Hondzocht ligt aan de taalgrens. Het was een welvarende boerengemeenschap, wat zich uitte in heel wat grote hoeves. Wat daarbij meespeelde was dat in Lembeek geen accijnzen op alcohol werden gegeven, het zorgde ervoor dat heel wat boeren zich ook op de bierproductie wierpen. 

## Oorlogsgeschiedenis
Het dorp speelde een rol in de Belgische militaire geschiedenis. Bij de slag bij Waterloo had de hertog van Wellington een tweede hoofdkwartier opgezet in Hondzocht, in de hoeves Malavisé en Yserbyt. Prins van Oranje Willem Frederik stuurde van hieruit 17.000 soldaten bestaande uit regimenten Belgen, Nederlanders, Britten, Duitsers, Zweden en Russische Kozakken. Zijn specifieke opdracht die 18de juni 1815 was de 2de linie aansturen die Brussel, Antwerpen en Oostende moest verdedigen en zo de weg naar de havens moest beveiligen indien de Britten de slag in Waterloo verloren. De troepenmacht verbleef in Hondzocht en de omstreken rond Halle tot in Geraardsbergen. De molen van Hondzocht werd daarbij als uitkijktoren gebruikt, en de Prins zelf ging op 18 juni ook zelf vanuit de molen de stand van zaken opmeten. 
Tijdens de Eerste Wereldoorlog werd er ook gevochten in Hondzocht. De hoeve Yserbyt was opgevorderd door het Duits leger, die er een munitiedepot met afweergeschut in installeerde. Bij de Tweede Wereldoorlog wordt op 3 september 1944 Hondzocht het eerste Vlaamse gehucht dat bevrijd wordt. De Welsh Guards geraakten wel in gevecht met terugtrekkende Duitsers. Daarbij werd in het gehucht het 9-jarige meisje Francine Leroux dodelijk geraakt door een kogel toen ze met haar vader de optocht van de bevrijders wilde meemaken. Haar vader kreeg een kogel in de hals, maar overleefde zijn verwondingen.

## Infrastructuur
De Edingensesteenweg werd rond 1770 dwars door het gehucht heen aangelegd door de Oostenrijkers. Men ging hierbij resoluut rechtdoor, dwars door hoeves en brouwerijen door. Het vergde dat heel wat boerderijen verbouwd moesten worden of opgeschoven worden. De grote hoeves bleven veelal behouden. De vierkantshoeves Malavisé, Cuisenaire en Yserbyt werden beschermd als monumenten van onroerend erfgoed. 
Hondzocht is sinds de aanleg van de A8 in 1975 van Halle gescheiden door het tracé van deze autosnelweg.

## Cultuur
In Hondzocht was van eind jaren zeventig tot 1990 Brouwerij Boon gevestigd, in de oude brouwerij De Vits, vooraleer deze in Lembeek zelf ging brouwen. De "molen van Hondzocht", een stenen bergmolen uit 1775 waar koren vermalen wordt, ligt eigenlijk 20 meter over de taalgrens aan de Edingensesteenweg op het gebied van Sint-Renelde, deelgemeente van Tubeke.
Sinds 1997 heeft het gehucht elk eerste weekend van augustus een driedaagse wijkkermis. In 2015 werd aan de steenweg een Cambodjaanse boeddhistische tempel ingehuldigd met twee grote Boeddhabeelden.